# Araneus excavatus
Araneus excavatus är en spindelart som beskrevs av Franganillo 1930. Araneus excavatus ingår i släktet Araneus och familjen hjulspindlar.
Artens utbredningsområde är Kuba. Inga underarter finns listade i Catalogue of Life.